# Platěnice
Platěnice jsou malá vesnice v okrese Pardubice spadající pod obecní úřad Moravany. Nachází se přibližně 1,5 km severozápadně od Moravan, 7 km jihovýchodně od Holic a 16 km jihovýchodně od centra Pardubic. Vesnice leží na obou březích řeky Loučná, jež se zde krátce rozděluje do dvou ramen, mezi nimiž vytváří protáhlý, přibližně 600 m dlouhý a v nejširších místech kolem 100 m široký ostrov. Přibližně 400 metrů za vsí se nachází zastávka na železniční trati Chrudim-Borohrádek.
Platěnice jsou známy především díky archeologickým nálezům tzv. lidu popelnicových polí. První archeologické výzkumy zde byly provedeny na počátku 20. století a podle nich byla nalezená kultura pojmenována jako slezsko-platěnická. Mezi nejznámější rodáky patří Jakub Teplý.

## Pamětihodnosti
- Sousoší svatého Jana Nepomuckého s andělem (Platěnice)
- Kostel svatého Jiljí (Platěnice)

## Další fotografie

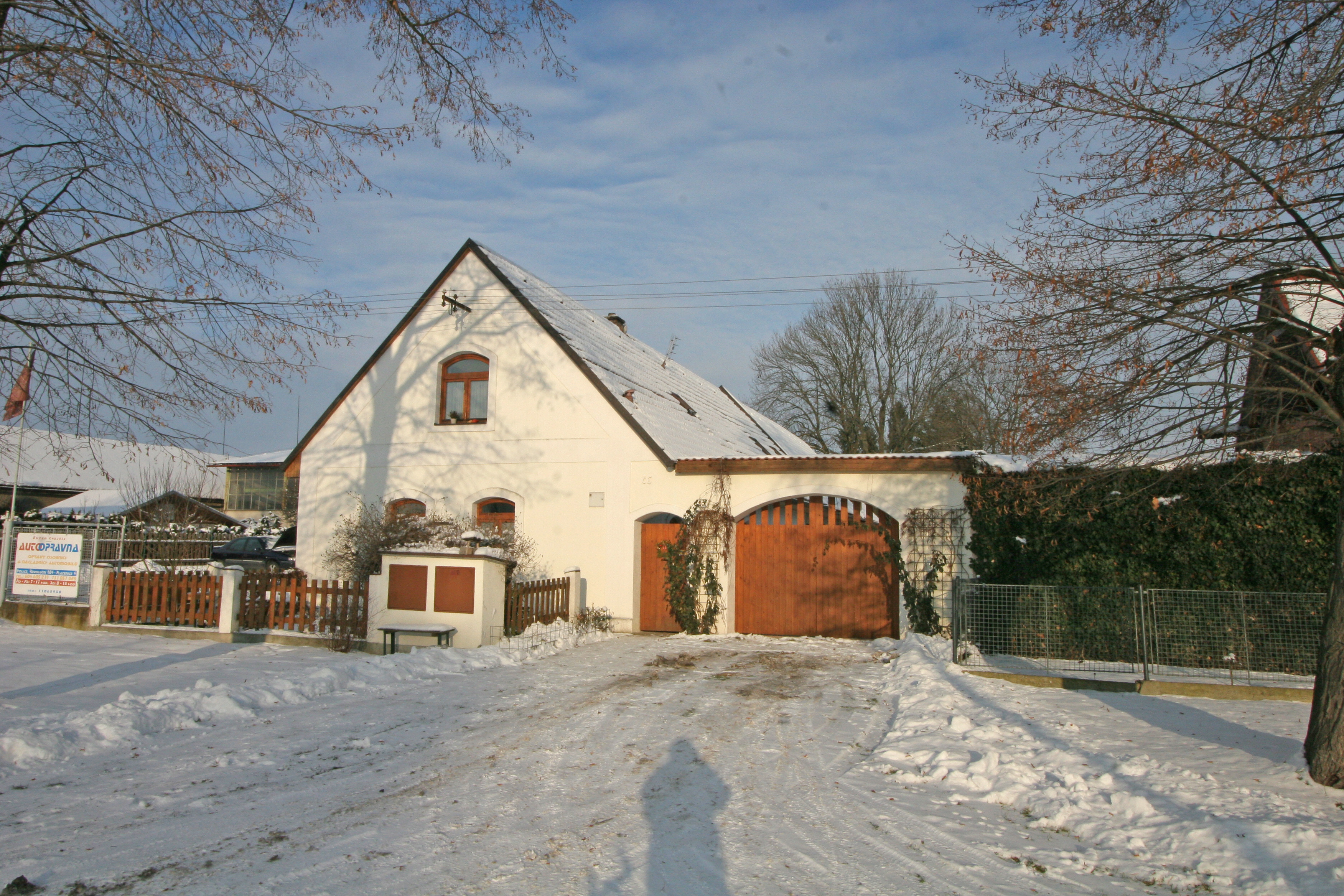
Dům na návsi
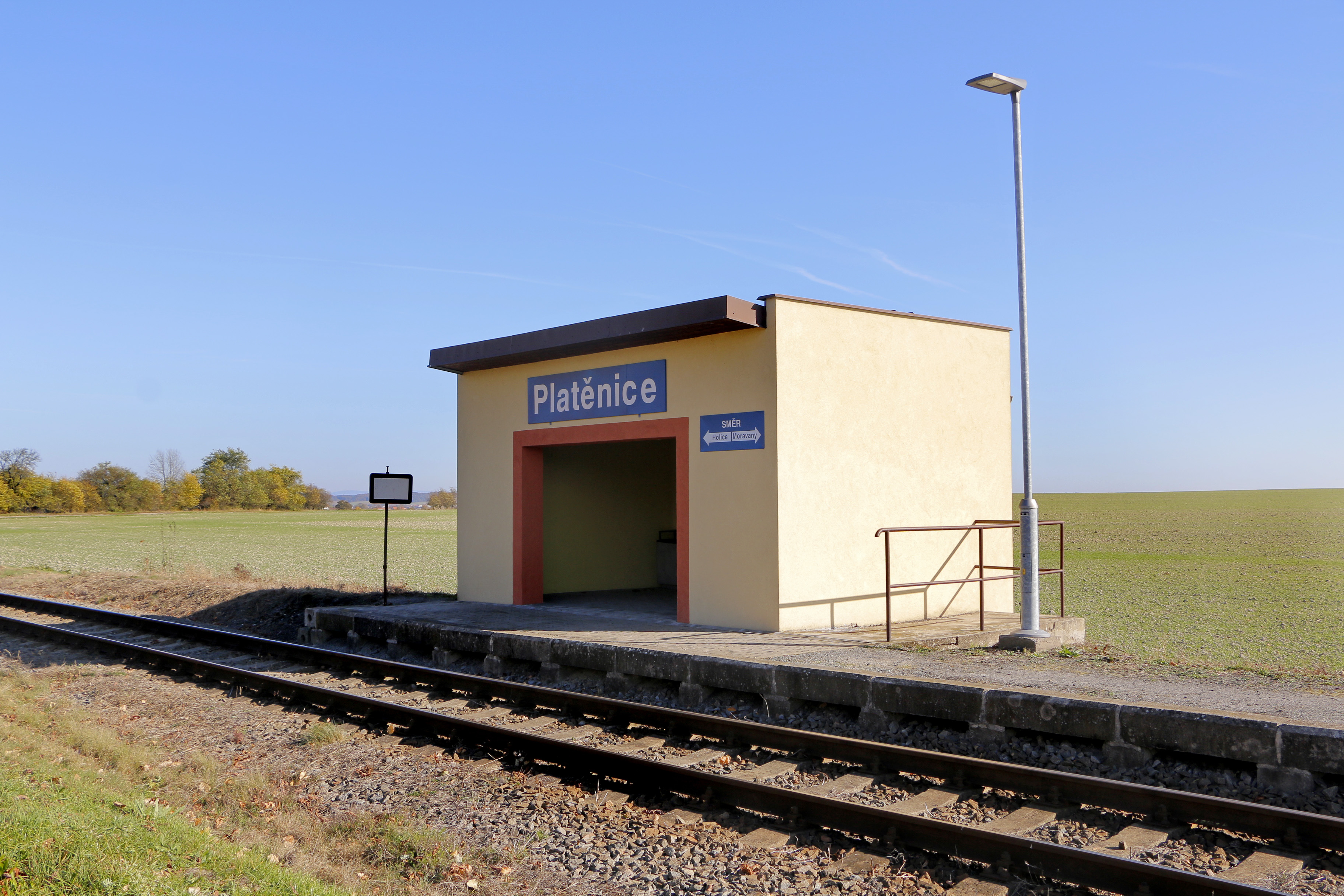
Vlaková zastávka
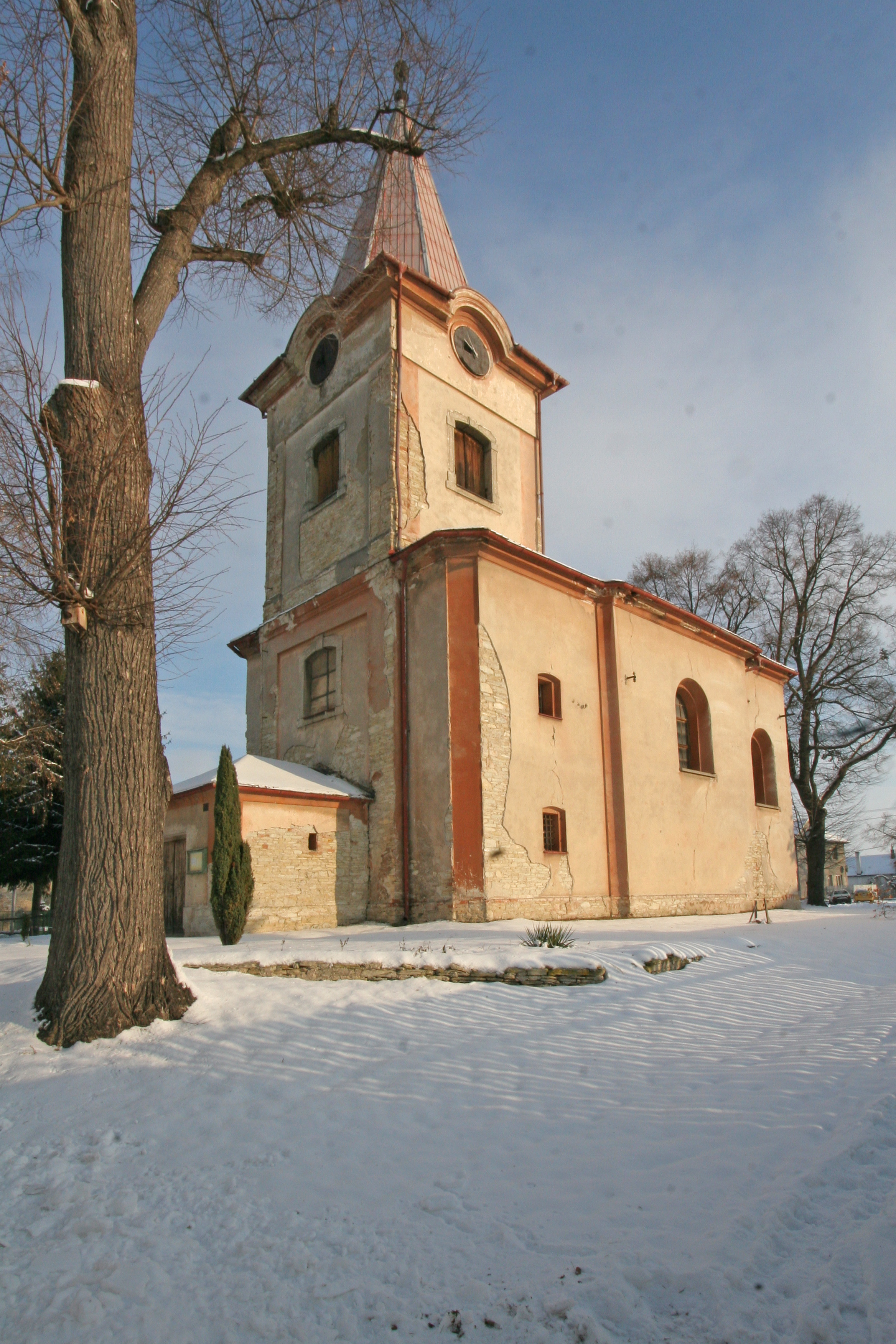
Kostel sv. Jiljí